# Jiichirō Yasukōchi
Jiichirō Yasukōchi (安河内治一郎, Yasukōchi Jiichirō, 1883-1968) est un photographe japonais.